# Anomala langbianensis
Anomala langbianensis är en skalbaggsart som beskrevs av Carsten Zorn 2011. Anomala langbianensis ingår i släktet Anomala och familjen Rutelidae. Inga underarter finns listade i Catalogue of Life.